# Swiss Volley
Swiss Volley är idrottsförbundet för volleyboll och beachvolley i Schweiz. Det har sitt säte i Bern och grundades 22 februari 1958. Det växte snabbt under årtiondena fram till mitten av 1990-talet, från 1 800 licensierade spelare 1969/1970 till 45 000 licenserade spelare 1997/1998. Därpå följde en snabb nergång till mindre än 30 000 spelare 2002/2003. Sedan dess skedde en långsam ökning till ungefär 35 000 spelare i mitten av 2010-talet och därefter en snabbare ökning så att det 2022/2023 fanns omkring 50 000 licenserade spelare (inklusive domare). Det finns ungefär dubbelt så många licenserade kvinnor (och flickor) som män (och pojkar). Antalet föreningar var som högst i slutet av 1980-talet, då det fanns närmare 800 stycken, det har sedan dess minskat till något mindre än 500
Förbundet är medlem av FIVB, CEV (sedan det förbundet bildades 1973) och Swiss Olympic Association. Det organiserar de nationella serierna Nationalliga A (damer och herrar), Nationalliga B (damer och herrar) och 1. Liga (damer och herrar), liksom landslagen (damer och herrar).